# José del Olmo

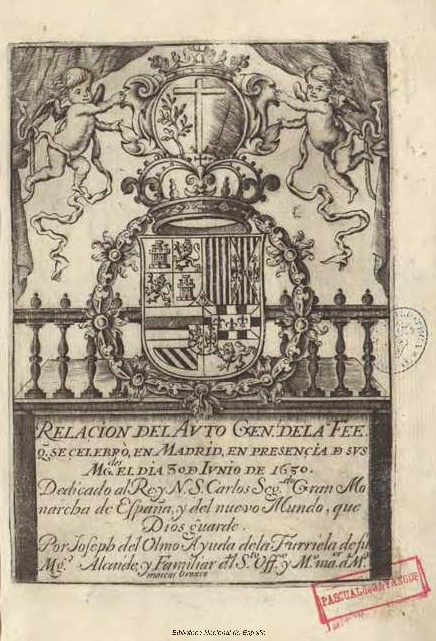
Marcos Orozco: frontis de la Relacion historica del auto general de fe que se celebro en Madrid Este Año de 1680... vá inserta la Estampa de toda la Perspectiva del Teatro, Plaça y Valcones por Ioseph del Olmo, Alcayde y Familiar del Santo Oficio, Ayuda de la Furriela de su Magestad, y Maestro mayor del Buen Retiro y villa de Madrid, ... por Roque Rico de Miranda, Año 1680. Biblioteca Nacional de España.

José del Olmo (Pastrana, Guadalajara, 1638 - Madrid, 1702) fue un arquitecto español. Fue el hermano menor del también arquitecto Manuel del Olmo, con el que tuvo una estrecha colaboración personal y profesional. El estilo de José se engloba dentro del Barroco. Su carrera estuvo ligada al éxito y caída de Fernando de Valenzuela, ministro de Carlos II. Obtuvo el cargo de Aparejador de las obras reales primero y Maestro de Obras Reales posteriormente. Desde su posición en la Corte recibió encargos de la aristocracia, como los palacios del Duque de Segorbe y del Duque del Infantado.

## Carrera
De la mano de su hermano mayor aprende el oficio de la arquitectura, y se introduce en la Corte con el apoyo del Duque de Pastrana. En 1667, justo con el puesto de maestro arquitecto aprobado, una de las primeras obras arquitectónicas en las que interviene en Madrid es en el diseño y ejecución, junto a su hermano de la iglesia del convento de las Comendadoras de Santiago, cuyas obras finalizan en 1675. Se trata de uno de los pocos templos madrileños concebidos con planta centralizada; en este caso, una gran cruz griega con los extremos terminados en forma semicircular, que aporta gran dinamismo al espacio interior.
Atiende también a las reparaciones de los desperfectos causados por un incendio en el Monasterio de El Escorial; realiza el túmulo funerario para honrar la muerte de la emperatriz Claudia Margarita y en honor al trabajo realizado se le concede el título de Maestro de Obras Reales (a su muerte el cargo recayó en Teodoro de Ardemans). Se le encargaron obras de arquitectura efímera, como la dirección de la construcción en la Plaza Mayor de Madrid de las gradas del teatro que serviría para celebrar el auto de fe del año 1680, sobre el que él mismo escribió y publicó ese mismo año una breve Relación histórica del auto general de fe, que se celebró en Madrid Este Año de 1680, con la descripción de las obras del tablado y el ceremonial, y la inclusión de una estampa del desarrollo del auto, obra de Gregorio Fosman. Este grabado fue tomado como fuente tres años después por Francisco Rizi para pintar un gran lienzo del mismo tema (Museo del Prado).
Una de sus obras más conocidas es el diseño y ejecución del retablo de la Sagrada Forma de Gorkum, que preside la sacristía mayor del monasterio escurialense y que constituye una de las obras maestras del Barroco español, tanto por los efectos escenográficos (se trata de un retablo con elementos móviles, a modo de transparente o expositor) como por su cuidada ejecución, con un gran cuadro central pintado por Claudio Coello.